# Селевк VII
Селевк VII Філометор (грец. Σέλευκος Ζ΄ Φιλομήτωρ Κυβιοσάκτης, д/н — 58 до н. е. або 57 до н. е.) — цар  Сирії у 83—69 роках до н. е. Це гіпотетичний басилевс, котрого запропонував Браян Крітт. Пізніше Олівер Гувер опублікував критичну статтю, спростував гіпотезу Крітта. Про цього царя джерела майже не згадують.

## Життєпис
Походив з династії Селевкідів. Син Антіоха Х, царя Сирії, та Клеопатри Селени. Після смерті батька у 89 році до н. е. фактично опинився під опікою матері, яка оголосила його царем. Саме вона організувала спротив іншим претендентам на трон. Фактично контролювала невелику частину володінь в Кілікії. У 83 році до н. е. за невідомих обставин зумів став царем, але контролював невеличку територію південної Сирії та північної Фінікії. 75 року до н. е. Клеопатра Селена вирушила до Риму по допомогу. Згодом володіння обмежилися Північною Фінікією. 69 року до н. е. рештки царства захопили війська вірменського царя Тиграна II. Проте можливо ця історія вигадана була самим Селевком під час перебування в Єгипті.
Напочатку 50-х до н. е. оголосився в Єгипті, де заявив про себе як Селевка VII.
У 58 до н. е., ймовірно, став чоловіком цариці Береніки IV, але та не бажаючи ділити владу та побоюючись амбіцій чоловіка (через свою матір мав права на трон Єгипту), через нетривалий час після шлюбної церемонії наказала задушити Селевка. Можлива цариця дізналася, що він самозванець. Від олександрійців дістав прізвисько «Торговець рибою» (інший варіант «Оселедчик»).